# لاجی سوکونا
لاجی سوکونا (انگلیسی: Ladjie Soukouna؛ زادهٔ ۱۵ دسامبر ۱۹۹۰) بازیکن فوتبال اهل فرانسه است.
از باشگاه‌هایی که در آن بازی کرده‌است می‌توان به باشگاه فوتبال پلیموث آرگیل اشاره کرد.